# Kevin Kurányi
Kevin Kurányi (Rio de Janeiro, 2 maart 1982) is een in Brazilië geboren Duits voormalig betaald voetballer die bij voorkeur als centrumspits speelde. Hij kwam van 2001 tot en met 2016 uit voor VfB Stuttgart, FC Schalke 04, Dinamo Moskou en TSG 1899 Hoffenheim. Kurányi maakte van 2003 tot en met 2008 deel uit van het Duits voetbalelftal, waarvoor hij 52 interlands speelde en negentien keer scoorde.
Hoewel Kurányi geboren is in Brazilië en zijn moeder Panamees is, kon hij vanwege zijn Duits/Hongaarse vader ervoor kiezen om uit te komen voor het Duits voetbalelftal. Zijn grootvader werd geboren in Boedapest. Kurányi maakte deel uit van de Duitse selectie tijdens onder meer het EK 2004, de Confederations Cup 2005 en het EK 2008.
Kurányi is getrouwd en heeft twee kinderen.

## Statistieken
| Seizoen | Club                | Competitie   | Wed. | Goals |
| ------- | ------------------- | ------------ | ---- | ----- |
| 2001/02 | VfB Stuttgart       | Bundesliga   | 5    | 1     |
| 2002/03 | VfB Stuttgart       | Bundesliga   | 32   | 15    |
| 2003/04 | VfB Stuttgart       | Bundesliga   | 33   | 11    |
| 2004/05 | VfB Stuttgart       | Bundesliga   | 29   | 13    |
| 2005/06 | FC Schalke 04       | Bundesliga   | 30   | 10    |
| 2006/07 | FC Schalke 04       | Bundesliga   | 34   | 15    |
| 2007/08 | FC Schalke 04       | Bundesliga   | 32   | 15    |
| 2008/09 | FC Schalke 04       | Bundesliga   | 33   | 13    |
| 2009/10 | FC Schalke 04       | Bundesliga   | 33   | 18    |
| 2010/11 | Dinamo Moskou       | Premjer-Liga | 16   | 9     |
| 2011/12 | Dinamo Moskou       | Premjer-Liga | 41   | 13    |
| 2012/13 | Dinamo Moskou       | Premjer-Liga | 27   | 10    |
| 2013/14 | Dinamo Moskou       | Premjer-Liga | 15   | 8     |
| 2014/15 | Dinamo Moskou       | Premjer-Liga | 24   | 10    |
| 2015/16 | TSG 1899 Hoffenheim | Bundesliga   | 14   | 0     |